# Gordon Dobson
Pour les articles homonymes, voir Dobson.
Gordon Miller Bourne Dobson (25 février 1889 - 10 mars 1976) est un physicien de l'atmosphère britannique de l'université d'Oxford qui a fait d'importantes recherches sur l'ozone.

## Biographie
Gordon Miller Bourne Dobson est né le 25 février 1889. Son père Thomas Dobson, était médecin généraliste à Windermere (Angleterre). Dès l'enfance, il a montré un intérêt pour les choses pratiques. Ainsi, jeune garçon il installa un téléphone de campagne entre la maison et l'écurie et il a reçu des bourses pour étudier à l'université de Cambridge. En 1910, il prit une première classe dans la première partie des Tripos de sciences naturelles. Le 21 juin, il a obtenu son B.A..
Le premier emploi de Dobson fut celui d'assistant à l'Observatoire royal de Kew, grâce en partie au Met Office et en partie par une bourse de recherche en géographie de son université. En 1913, il a été nommé conseiller météorologique à la nouvelle école de pilotage militaire sur la plaine de Salisbury où il a effectué ses premières recherches météorologiques importantes, utilisant des ballons pilotes pour mesurer la variation avec la hauteur de la vitesse et de la direction du vent. Durant la Première Guerre mondiale, Dobson est devenu directeur du département expérimental du Royal Aircraft Establishment à Farnborough.
Dobson a été nommé maître de conférences en météorologie en 1920 à l'université Oxford. Dobson et Frederick Lindemann travaillèrent sur les météorites et découvrirent une couche chaude à une hauteur d'environ 50 km, contrastant avec la baisse régulière de la température vers le froid cosmique attendu à l'époque. Il démontra que la température dans la stratosphère augmente avec l'altitude (l'inverse de ce qui se passe dans la troposphère). Dobson expliqua ce phénomène par le réchauffement de l'ozone stratosphérique dû aux rayons ultraviolets ; de là vint aussi la notion de couche d'ozone.
Il inventa en 1924 le premier instrument de mesure d'ozone à partir du sol : le spectrophotomètre Dobson. En outre, Dobson était également membre de la Royal Society et reçut la médaille Rumford en 1942, en récompense pour ses travaux.
Au début des années 1930, Dobson s'est intéressé à l'étude de la pollution atmosphérique. De 1934 à 1950, il a été président du comité sur la pollution atmosphérique du Département de la recherche scientifique et industrielle au Royaume-Uni. Sous sa direction, des méthodes fiables ont été développées pour la mesure de la fumée, des matières déposées et du dioxyde de soufre.
En 1950, Dobson a cessa de donner des cours à Oxford mais continua comme démonstrateur universitaire jusqu'en 1956. Il est ensuite resté actif dans le domaine de l'étude de l'ozone et produisit sa dernière publication en 1973, 62 ans après sa première. En 1951, il a reçu la distinction de commandeur de l'ordre de l'Empire britannique (C.B.E.). Il est décédé le 10 mars 1976 des suites d'un accident vasculaire cérébral subi 6 semaines plus tôt.

## Mesure de l'ozone par la méthode Dobson

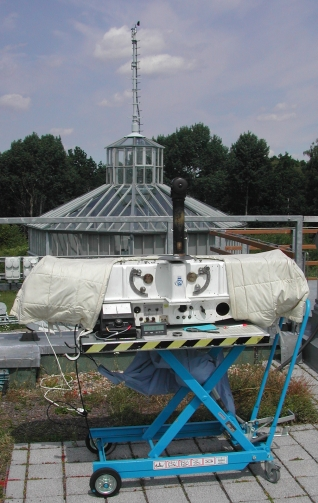
Le Spectrophotomètre Dobson D071 de l'observatoire météorologique de Lindenberg.

La méthode Dobson permet à la fois de mesurer la colonne d'ozone au-dessus du détecteur, et de tracer un profil de distribution vertical de l'ozone. 
Le principe pour la mesure de la colonne d'ozone  est basé sur l'absorption du rayonnement ultraviolet solaire compris entre 200 nm et 300 nm par les molécules d'ozone. On mesure l'intensité relative de paires choisies de rayonnement ultraviolets. Pour une longueur d'onde de 280 nm par exemple, il y a absorption du rayonnement par les molécules d'ozone, il y a donc peu de ce rayonnement qui arrive à la surface terrestre. Par contre, s'il y a formation d'un trou d'ozone au-dessus du détecteur, ce même rayonnement est moins atténué. Le problème est qu'il n'y a pas que l'atténuation due à l'ozone qui entre en jeu : en effet, les particules présentes dans l'atmosphère diffusent la lumière et par conséquent réduisent aussi l'intensité du rayonnement. Pour éliminer ce facteur de diffusion par les particules, il suffit de mesurer l'intensité du rayonnement à une autre longueur d'onde moins absorbée par l'ozone, mais assez proche de la première pour que les autres phénomènes d'absorption soient identiques ou au moins interpolables. Pour ce faire, on choisit par exemple la longueur d'onde 310 nm. La différence d'intensité entre ces deux rayonnements est uniquement due à l'absorption par l'ozone. 
L'inconvénient de cette méthode est qu'elle donne des valeurs ponctuelles, c'est-à-dire seulement en dessus du détecteur. Pour faire une carte, il faut donc un très grand nombre de ces détecteurs, ce qui coûte cher. Une façon de remédier à cet inconvénient, est de mettre un détecteur sur un satellite. Le principe est le même sauf que le signal arrivant sur le détecteur est le rayonnement rétrodiffusé par l'atmosphère.
La mesure de distribution verticale de l'ozone est dérivée de la méthode Umkehr. Cette méthode emploie le rayonnement UV réfléchi, plutôt que le rayonnement direct. La distribution d'ozone est dérivée du changement de proportion de deux fréquences UV avec le temps pendant un coucher de soleil. Une mesure Umkehr dure environ trois heures, et fournit des données jusqu'à une altitude de 48 km ; les mesures les plus précises sont obtenues pour la région au-dessus de 30 km.
De nos jours, la méthode Dobson est surtout utilisée pour calibrer des données obtenues par d'autres moyens, dont les satellites. Des versions modernisées du spectrophotomètre Dobson existent et fournissent toujours des données, notamment le spectrophotomètre Brewer développé par Alan W. Brewer.

## Unité Dobson
L'unité Dobson (DU) est la façon standard d'exprimer la concentration de colonne d'ozone dans l'atmosphère, spécifiquement la stratosphère. Une unité Dobson correspond à une couche d'ozone qui aurait 10 micromètres d'épaisseur à 1 atm. Par exemple, 300 unités Dobson d'ozone ramenées à la surface de la Terre formeraient une couche de 3 mm d'épaisseur. La valeur normale pour la concentration d'ozone est de 350 DU.